# Ван ден Кейбус, Томас
Томас ван ден Кейбус (нидерл. Thomas Van den Keybus; родился 25 апреля 2001 года, Брюгге, Бельгия) — бельгийский футболист, полузащитник клуба «Вестерло».

## Карьера
Томас ван ден Кейбус является воспитанником футбольных клубов «Беерсхот», «Мехелен» и «Брюгге». За дубль последних дебютировал в матче против «РВДМ47». Свой первый гол забил в ворота «Ломмела». За основную команду «Брюгге» дебютировал в матче против «Серкль Брюгге». Из-за перебора жёлтых карточек пропустил матч против «Юниона».
13 августа 2021 года перешёл в аренду в «Вестерло». За клуб дебютировал в матче против «Эксельсиор Виртон». Свой первый гол забил в ворота «Дейнзе». В июле 2023 года перешел на постоянную основу в «Вестерло», подписав с клубом трехлетний контракт.

### Сборная
Играл за молодёжные сборные Бельгии до 16 и до 19 лет.

## Достижения
«Брюгге»
- Чемпион Бельгии по футболу: 2020/21

«Вестерло»
- Чемпион второго дивизиона Бельгии: 2021/22